# 데스노트 (뮤지컬)
《데스노트》(영어: Death Note: The Musical)는 오오바 츠구미와 오바타 다케시의 일본 만화 《데스노트》를 원작으로 한 뮤지컬이다. 2013년 12월 제작한다고 발표되었다. 뮤지컬은 2015년 4월 6일 도쿄도의 닛세이 극장에서 초연되었다.